# Bournův mýtus
Bournův mýtus (v anglickém originále The Bourne Supremacy) je americko-německý akční film z roku 2004, který natočil režisér Paul Greengrass. Scénář k němu napsal Tony Gilroy podle stejnojmenné knihy od Roberta Ludluma. Po snímku Agent bez minulosti jde o druhý film ze série filmů s Jasonem Bournem. Jeho roli ve filmu opět ztvárnil Matt Damon a v dalších rolích se v něm představili například Franka Potente, Karl Urban a Karel Roden.
Stejně jako v případě předchozího filmu zazněla během závěrečných titulků píseň „Extreme Ways“ od Mobyho. Autorem originální hudby k filmu je John Powell.